# NGC 6816
NGC 6816 ist eine linsenförmige Galaxie vom Hubble-Typ E-S0 im Sternbild Schütze am Südsternhimmel. Sie ist schätzungsweise 271 Millionen Lichtjahre von der Milchstraße entfernt.
Das Objekt wurde am 30. Juli 1834 von John Herschel mit seinem 18,7-Zoll-Spiegelteleskop entdeckt und später von Johan Dreyer in seinen New General Catalogue aufgenommen.